# -DEMO-
「-DEMO-」（デモ）は、1982年 SERIKA with DOGのデモ・アルバムとして当時無名の小室哲哉が初めて音楽プロデュースを手掛けた作品。1997年に通信販売のみでリリース。

## 解説
企画はファンの有志によるものである。当時の制作スタッフ公認の下、受付はインターネットでの注文のみ・期間限定の形態で発売された。デビュー前の1982年に制作された。宇都宮隆、木根尚登がコーラスで参加している。歌詞カードは掲載されていない。デモ音源ということもあり、音質は悪く所々に雑音が目立つ所がある。

## トラックリスト
1. WELCOME TO ROCK LAND
作曲：小室哲哉
2. SHE'S THE SENSATION
作詞：SERIKA
作曲：小室哲哉
3. CRY'IN YOU
作詞：SERIKA
作曲：小室哲哉
※「CAUTION」に収録されている「Don't you cry no more」の原型。
4. WAKE UP MY LOVE
作詞：SERIKA・MIKI
作曲：小室哲哉・木根尚登
※「CAUTION」に収録されている「25:00のアンナ」の原型。
5. BABY!BABY!
作詞：SERIKA・MIKI
作曲：SERIKA
6. HIGHWAY BUS STATION
作詞：SERIKA
作曲：木根尚登
※2010年に一部歌詞を変更。
加藤雄二による再プロデュース・アレンジバージョンが音楽配信限定でリリース。
7. LOGICAL DINA 24:00
作詞：SERIKA・MIKI
作曲：小室哲哉
※「CAUTION」に収録されている「ギアーズレヴォリューション」の原型。
8. ROCK'IN DOWN THE HIGHWAY
作詞：SERIKA
作曲：小室哲哉
9. TAKE TO THE TOP
作詞：SERIKA
作曲：小室哲哉
※「CAUTION」に収録されている「クレイジークレイジー」の原型。
10. ROCK ASK ME BABY(ANTHEM OF KIDS)
作詞・作曲：SERIKA・小室哲哉
11. ANTHEM OF KIDS #2
作曲：小室哲哉